# Regina Mills
Regina Mills (soprannominata Regina Cattiva nella Foresta Incantata, e rinominata Roni ad Hyperion Heights) è un personaggio della serie televisiva statunitense C'era una volta, interpretata da Lana Parrilla da adulta e da Ava Acres da bambina. Si ispira al personaggio della Regina cattiva della fiaba di Biancaneve e a Grimilde dal film Disney.

## Storia

### Prima stagione
Nella Foresta incantata, Regina nasce dalla maga Cora e da suo marito Henry, figlio del re Xavier. Il suo nome deriva dal desiderio ossessivo della madre di vederla portare la corona. Nonostante sia terrorizzata dalla sua tirannica madre, Regina ha trovato l'amore grazie a Daniel Colter. Tuttavia, dopo aver salvato la principessa Biancaneve, Regina viene proposta al re Leopoldo. Cercando di scappare con Daniel, Regina ha provato a fuggire. Dopo che Biancaneve rivela inavvertitamente il segreto di Regina, Daniel viene ucciso da Cora, costringendo Regina a sposare il Re. Provando a sfuggire a sua madre, Regina cerca lo stregone Tremotino, che la aiuta a bandire Cora nel Paese delle Meraviglie.  Sfortunatamente, questo assaggio di magia oscura ha portato Regina a diventare un’apprendista di Tremotino. Nel corso degli anni, Regina diventa una potente maga, indurita dalla sete di vendetta contro Biancaneve. Dopo aver incontrato il Genio di Agrabah, Regina ha la possibilità di fuggire dal suo matrimonio e manipola il Genio per uccidere suo marito. In seguito lo intrappola nello specchio per poter spiare i suoi nemici. Il giorno seguente, assume il Cacciatore per uccidere Biancaneve. Dopo che il Cacciatore la risparmia compassionevolmente, Regina prende il suo cuore e lo fa diventare il suo cacciatore personale. Negli anni successivi, Regina terrorizza il regno, desiderando ardentemente di trovare Biancaneve e ucciderla una volta per tutte. La sua natura tirannica le ha valso il soprannome di Regina Cattiva. Prima che lui sia giustiziato da Re Giorgio, Regina cattura il Principe Azzurro, un ex pastore che aveva una storia con Biancaneve. Minacciando di uccidere il suo amato, Regina manipola Biancaneve facendola mangiare un morso di una mela avvelenata con una maledizione del sonno. Tuttavia il Cacciatore aiuta il Principe a fuggire dal suo palazzo, con l'aiuto di Tremotino. Lui allora sveglia Biancaneve dalla maledizione del sonno. La guerra che ne segue si conclude con la sconfitta di Regina e del suo alleato politico Re Giorgio. Devastata dalla sua sconfitta, Regina sacrifica suo padre per mettere in scena la Maledizione Oscura, una catastrofica maledizione fornita da Tremontino che cambia tutti, dalla Foresta Incantata, alla Terra senza Magia.
Nei successivi ventotto anni, Regina governa Storybrooke come la sua sindaca Regina Mills. La sua disfatta arriva quando, nel 2001, con l'aiuto di Mr. Gold (Tremotino), adotta Henry Mills, il nipote della sua nemesi Biancaneve. In seguito a ciò, la figlia di Biancaneve, Emma Swan (la Salvatrice), arriva nel 2011, quando Henry comincia a capire la verità su quella città. Dopo che un bacio da parte di Emma fa ricordare chi è veramente al suo amante Graham Humbert (il Cacciatore), Regina lo uccide per proteggere la maledizione e anche per vendetta della sua rottura con lei. La lotta del potere tra Regina e Tremontino continua a Storybrooke, dove era spesso in contrasto con Mr. Gold. Inizialmente, a sua insaputa, Regina tiene prigioniera il vero amore di Gold, dopo avergli detto che è morta. Cerca di impedire il rapporto tra David Nolan (il Principe Azzurro) e Mary Margaret Blanchard (Biancaneve), facendo arrestare quest’ultima per il falso omicidio della moglie di David, Kathryn Nolan (la principessa Abigail). Dopo che Emma la minaccia di riprendersi suo figlio, Regina cerca di maledirla con la stessa maledizione del sonno che aveva usato con sua madre. Tuttavia, Henry mangia la mela al suo posto. Ciò ha portato Emma a credere nella magia, risvegliando Henry con il bacio del vero amore e rompendo la maledizione.

### Seconda stagione
Sconfitta ancora una volta, l’amore di Regina per suo figlio la spinge al desiderio di riscattarsi. I suoi piani di redenzione sono ostacolati dal ritorno di sua madre Cora, che pensava morta per mano del pirata Capitan Uncino. Cora incolpa Regina della morte del dottor Archibald Hopper e stringe un'alleanza con lei. Nella lotta conseguente di amore contro potere, alla fine Regina viene manipolata da Biancaneve per uccidere sua madre, creando in lei una nuova sete di vendetta.

### Terza stagione
La sua sete di vendetta viene accantonata quando i servi del sinistro Peter Pan rapiscono suo figlio. Formata un'alleanza con i suoi vecchi nemici, come Uncino e Tremotino, Regina viaggia a Neverland. Durante la missione di salvataggio, Regina insegna la magia ad Emma. Il loro piano per salvare Henry ha successo, e Pan viene ucciso da suo figlio Tremotino - tuttavia, non prima che Pan emanasse la Maledizione Oscura. Usando i suoi poteri, Regina scioglie ciò che fece e rimanda tutti nella Foresta Incantata, tutti tranne Emma e suo figlio. Ritornata nella Foresta incantata, Regina scopre un nuovo amore in Robin Hood. Tuttavia, questo viene oscurato dall'arrivo di un nuovo nemico: Zelena, che Regina scopre di essere la sua sorellastra più grande. Credendo che Emma sia l'unica capace di sconfiggere Zelena, Biancaneve riporta tutti a Storybrooke. Tornata a Storybrooke, Regina si riunisce con suo figlio ed Emma. Nella speranza di sconfiggere Zelena, Regina completa il suo addestramento con Emma, credendo che la magia della Salvatrice avrebbe potuto fermare Zelena una volta per tutte. Tuttavia, quando la magia di Zelena priva Emma dei suoi poteri, Regina la sconfigge. Anche se Regina ha cercato di dare a Zelena una seconda possibilità, la Strega Malvagia è stata apparentemente uccisa da Tremotino. Poco dopo, sembra che il lieto fine di Regina sia stato rovinato ancora una volta quando la moglie di Robin, Marian, viene salvata dalla morte dopo che Emma e Uncino tornarono indietro nel tempo.

### Quarta stagione
Sebbene inizialmente sia arrabbiata con Emma, Regina alla fine la perdona in tempo per aiutarla nella lotta contro la Regina delle Nevi. Dopo la sconfitta di quest’ultima, Regina è costretta ad affrontare una nuova guerra in quanto Tremotino cerca di usare tutti i mezzi necessari per trovare l'Autore. Regina apprende che Marian è in realtà sua sorella Zelena, incinta del figlio di Robin. Poco dopo aver imprigionato Zelena, Regina è vittima della maledizione dell'Autore. Sebbene il lavoro dell'Autore viene annullato da Henry, il loro sollievo è di breve durata, dato che Tremotino entra in un sonno quasi mortale, ed Emma diventa la successiva Signora Oscura. Successivamente, Regina viaggia a Camelot con la famiglia di Emma per aiutarla a liberarsi definitivamente dall'Oscurità.

### Quinta stagione
Sebbene il loro piano per salvare Emma inizi bene, l'eventuale pensiero di perdere Uncino spinge Emma a maledirlo con i poteri dell'Oscuro per salvargli la vita. Nei panni di un potente stregone oscuro, Uncino muove guerra contro gli eroi. Mentre gli Oscuri cercano di scambiare le loro vite con gli eroi, Regina ed Emma affrontano Uncino, ricordandogli chi sia. Così, Uncino sacrifica la sua vita per distruggere l'Oscurità, ma inconsapevolmente la trasferisce nuovamente a Tremotino. Successivamente, Regina si unisce ad Emma in una missione negli Inferi per rianimare Hook. Al suo arrivo, Cora affronta la figlia, minacciando di maledire per l'eternità il padre di Regina, Henry, se non avesse lasciato gli Inferi. Tuttavia, quando parla con suo padre, a Regina viene consigliato di non abbandonare i suoi amici. Invece, Regina affronta sua madre. Sebbene Cora abbia attaccato il suo ex marito, l'anima di Henry è stata autorizzata a passare all'Olimpo, dato che il suo lavoro incompiuto era stato completato.  Questo fatto porta Ade a reclamare l'anima di Regina, così come quella di Biancaneve ed Emma.
L'arrivo di Zelena negli Inferi con il suo bambino aumenta le tensioni di Regina. Scopre presto che Ade e sua sorella si erano incontrati a Oz e Zelena era stata allettata da Ade per diventare una coppia. Ciò porta Regina a liberare Cora dalla reclusione di Ade per fermare Zelena. Dopo che Cora ripristina i ricordi che aveva rubato alle sue figlie, Regina si riconcilia con la sua defunta madre e riesce a redimere Zelena. In seguito, Ade utilizza la Strega Cieca e Crudelia De Vil per intrappolare gli eroi negli Inferi. Con l'aiuto di Emma, Regina riesce a rompere l'incantesimo e a tornare a casa, ma Uncino fu costretto a rimanere indietro. Tornato a Storybrooke, l'amore di Regina, Robin, viene ucciso da Ade, mentre proteggeva Regina dal malvagio dio. Alla fine, lo stesso Ade viene distrutto da Zelena. La missione di Emma è però riuscita e Uncino torna in vita.
Dopo la morte di Robin, Regina ed Emma impediscono a Tremotino di usare il potere di Ade per raccogliere tutta la magia e alla fine aiutano a far ritornare i loro amici e familiari a Storybrooke, dopo che un portale li aveva intrappolati nella Terra delle Storie Mai Raccontate.  Usando un siero creato dal Dr. Henry Jekyll, Regina si separa dalla Regina Cattiva che era una volta e cerca di distruggerla una volta per tutte. Tuttavia, in uno scontro con il malvagio Mr. Hyde, Regina apprende che la Regina non poteva essere uccisa così facilmente. In effetti, la Regina sopravvive e, dopo essersi presa il cuore, usa la magia del Drago per andare a Storybrooke.

### Sesta stagione
Poco dopo essere tornate a Storybrooke, la riconciliazione di Regina e Zelena crolla dopo che Regina dichiara di aver incolpato la Strega Cattiva per la morte di Robin. Questo è servito alla Regina cattiva, poiché usa l’avvenimento per formare un'alleanza con Zelena, portandola a credere che lei potesse essere la sorella fedele che Regina non è. Allo stesso tempo, la Regina Cattiva manipola Regina uccidendo Edmond Dantès, un assassino che avevano assunto prima della Maledizione Oscura, per mostrarle che l'oscurità è ancora viva in lei. In seguito, la Regina Cattiva diventa un'acerrima rivale per Regina. Tuttavia, dopo che Uncino ha ucciso Jekyll per proteggere Belle, Regina scopre un modo sicuro per uccidere la Regina Cattiva: la sua morte stessa.
Dopo che la Regina Cattiva lancia un'altra maledizione del sonno su Biancaneve e il Principe Azzurro, Regina cerca di fermarla imprigionandola in uno specchio, ma il piano fallisce, e la Regina Cattiva intrappola Regina ed Emma nello specchio. Con la loro assenza, la Regina Cattiva cerca di usare il martello di Efesto per corrompere Henry, ma invece quest’ultimo usa il martello per liberare le sue madri dallo specchio. Quando la Regina Cattiva insegue Zelena su richiesta di Gold, Regina si presenta e la salva.
Confrontando la Regina Cattiva sulla tomba di Robin, Emma, Uncino e Regina scoprono che una spada mistica (una che era destinata a uccidere il Salvatore) può uccidere la Regina Cattiva senza uccidere Regina. Quando la Regina Cattiva lo scopre, usa un genio per mandare Emma in un nuovo regno in cui lei non è la Salvatrice. Tuttavia, poiché Regina e la Regina Cattiva erano in origine la stessa persona, Regina riesce ad usare un altro dei desideri della Regina Cattiva per far uscire Emma dall'incantesimo. Tuttavia, dopo aver incontrato una versione alternativa del suo defunto fidanzato Robin, Regina viene distratta abbastanza a lungo da chiudere il portale, intrappolando lei ed Emma nel Regno dei Desideri. Regina rimane affascinata da questa versione alternativa di Robin, conosciuta come Robin di Locksley, e vuole dare una seconda possibilità al loro rapporto. Lo convince a tornare a Storybrooke con lei per iniziare una nuova vita.
Regina presto si rende conto che Robin di Locksley non era come l'uomo che amava e il suo tentativo di plasmarlo in Robin Hood fallisce. Robin fugge da lei e unisce le forze con Zelena per tentare di lasciare la città. Dopo che la Regina Cattiva riesce a liberarsi dalla sua forma di cobra, usa Robin come esca per attirare Regina in uno scontro magico, in cui si usa completamente da Regina. A metà battaglia, Regina decide di non uccidere la Regina Cattiva e darle un po' della sua luce, riprendendosi un po' dell'oscurità in modo che le due metà potessero essere bilanciate ancora una volta. Regina e la Regina Cattiva mettono tutto il loro passato da parte e Regina fa scrivere ad Henry un nuovo inizio alla Regina Cattiva nel Regno dei Desideri con Robin di Locksley.
Dopo che Emma annuncia il suo matrimonio con Uncino, Regina è triste per non aver avuto il lieto fine che desiderava con Robin Hood.
Con la minaccia della Regina Cattiva scomparsa, Regina risolve la maggior parte delle malvagie azioni della Regina Cattiva. Tuttavia, incontra problemi nel rompere la maledizione del sonno grazie alla quale Biancaneve e il Principe Azzurro sono stati mandati in un sonno profondo e accidentalmente peggiora le cose dopo aver testato un nuovo antidoto. Alla fine risolve il problema proponendo che l'intera città prendesse una parte alla maledizione del sonno per diluirla.

## Forma alternativa

### La Regina Cattiva
Alla fine della quinta stagione, Regina decide di usare il siero del Dr. Jekyll per separarsi dalla Regina Cattiva che era una volta. Da quel momento in poi, la metà "cattiva" di Regina, conosciuta come la "Regina cattiva", vive come un personaggio separato. Anche se questa metà malvagia conserva tutte le esperienze di Regina, le decisioni che prende sono esclusivamente sue.

#### Quinta stagione
Dopo la morte di Robin Hood, Regina addolorata crede che le sue passate azioni come la Regina cattiva la perseguiteranno per sempre e le impediranno di provare la vera felicità. Quando ottiene un siero del Dr Hyde, Regina si separa dalla Regina Cattiva, creando due separate metà di sé stessa, e apparentemente distrugge la sua metà malefica con la sua magia a New York. Quando Regina torna a Storybrooke, scopre che la Regina cattiva non può essere uccisa così facilmente e infatti, con l'aiuto del Drago, si fa strada verso Storybrooke per vendicarsi di Regina.

#### Sesta stagione
Quando arriva a Storybrooke, la Regina Cattiva si allea con Zelena.  La Regina poi manipola Regina uccidendo un innocente Edmond Dantes per salvare gli Incantesimi, che la Regina aveva attirato sul molo. La Regina usa questo momento per mostrare a Regina che non è possibile separarsi completamente dalla propria oscurità. Quando gli eroi scoprono che la morte di Jekyll ha provocato anche la morte di Hyde, arrivano alla conclusione che la Regina Cattiva può morire solo con la morte di Regina stessa.
La Regina instaura una relazione romantica con Gold e organizza un piano per ottenere finalmente la sua vendetta contro Biancaneve, lanciando lei e a David una maledizione del sonno. Regina cerca di fermare la Regina Cattiva imprigionandola in uno specchio, ma il piano si ritorce contro, e la Regina Cattiva intrappola Regina ed Emma nello specchio. In loro assenza, la Regina cerca di corrompere Henry, anche se rapidamente capisce il suo piano e salva le sue madri. Dopo che Gold tenta di manipolarla uccidendo Zelena, che viene in seguito salvata da Regina, la Regina Cattiva divide il suo legame con Gold e accelera la gravidanza di Belle, al fine di creare un cuneo tra lei e Gold.
Quando la Regina Cattiva scopre che gli eroi sono in possesso di una spada che potrebbe ucciderla senza uccidere Regina, usa il genio di Aladino per inviare Emma e la spada in un regno fantastico in cui lei non è la Salvatrice.  Poiché i desideri non sempre vanno sempre come previsto, il desiderio della Regina finisce per creare un regno reale con versioni alternative dei personaggi della Foresta incantata, che hanno vissuto vite diverse. Dal momento che Regina e la Regina Cattiva erano ancora collegate poiché erano originariamente la stessa persona, Regina è in grado di usare uno dei desideri della Regina Cattiva per seguire Emma nel Regno dei Desideri e liberarla dall'incantesimo. Tornate a Storybrooke, la Regina Cattiva è la prima a imbattersi in un adulto Gedeone, il figlio di Belle e Gold, e lui usa la sua magia per trasformarla in un cobra.
Zelena riesce poi a impossessarsi della Regina Cattiva e quando Robin di Locksley, la versione di Robin del Regno dei Desideri, le si avvicina con un piano per lasciare la città, Zelena tenta di lasciare Storybrooke con la Regina Cattiva come suo "animale domestico". Alla fine, i due non possono andarsene a causa di una barriera magica. Quando Zelena e Regina si riconciliano nuovamente, scoprono che la Regina Cattiva è fuggita. La Regina Cattiva poi trova Robin e si trasforma con successo nella sua forma umana. La Regina lo usa per esorcizzare Regina in una resa dei conti finale. La Regina Cattiva riesce a rendersi completamente indipendente da Regina. Le due ex metà si incontrano in una battaglia definitiva per distruggere l'altro, ma Regina decide di scegliere l'amore all'odio. Rimuove il cuore della Regina Cattiva per infonderlo con la sua luce e recupera metà dell'oscurità della Regina per se stessa. Regina fa scrivere ad Henry un nuovo inizio alla Regina Cattiva e la manda nel Regno dei Desideri, dove si ripresenta a Robin di Locksley, che aveva trasportato in quel regno prima della battaglia con Regina.
Lei e Robin vanno nella Foresta Incantata e si impadroniscono del vecchio castello di Regina.  Poco dopo, si ricongiunge a Regina quando gli eroi vengono rimandati nella Foresta Incantata a causa della maledizione della Fata Nera.  Mentre tutti i regni magici stanno cadendo a pezzi, la Regina si sacrifica per respingere l'Oscurità che si avvicina, ma in seguito viene resuscitata dopo che Emma vince la Battaglia Finale. Dopo che tutti vengono trasportati a Storybrooke, la Regina viene sorpresa da una proposta di Robin.

## Aspetti e identità
Essendo un personaggio con diverse incarnazioni, Regina assume molteplici aspetti man mano che la serie continua.

### Regina Mills
A Storybrooke, Regina non ha altri aspetti. Tuttavia, assume per un breve periodo l'identità della Salvatrice a Camelot per proteggere Emma dall'essere corrotta dalle tenebre.

### Roni
Roni è la versione alternativa di regina nella settima stagione. È totalmente differente da regina Mills/regina Cattiva, infatti quest'ultima è una semplice barista, nemica lady Tremaine/victoria Belfry, perché cerca di portarle via il suo locale. Col passare degli episodi roni ricorderà la sua vera identità, ricongiungendosi alla sorella zelena/kelly
Wilma
Wilma è un’identità che ha assunto quando è stata ammaliata da Tremotino, per saperne di più sulle sue materie e avvicinarsi a Biancaneve per schiacciarle il cuore. Ha pensato di redimersi dopo aver appreso il senso di colpa di Biancaneve per la sua parte nella scomparsa di Daniel, ma presto la Regina Cattiva ritorna.

### Altri
Ursula è un aspetto che ha assunto per ingannare Ariel, che stava aiutando Biancaneve a fuggire.

## Accoglienza

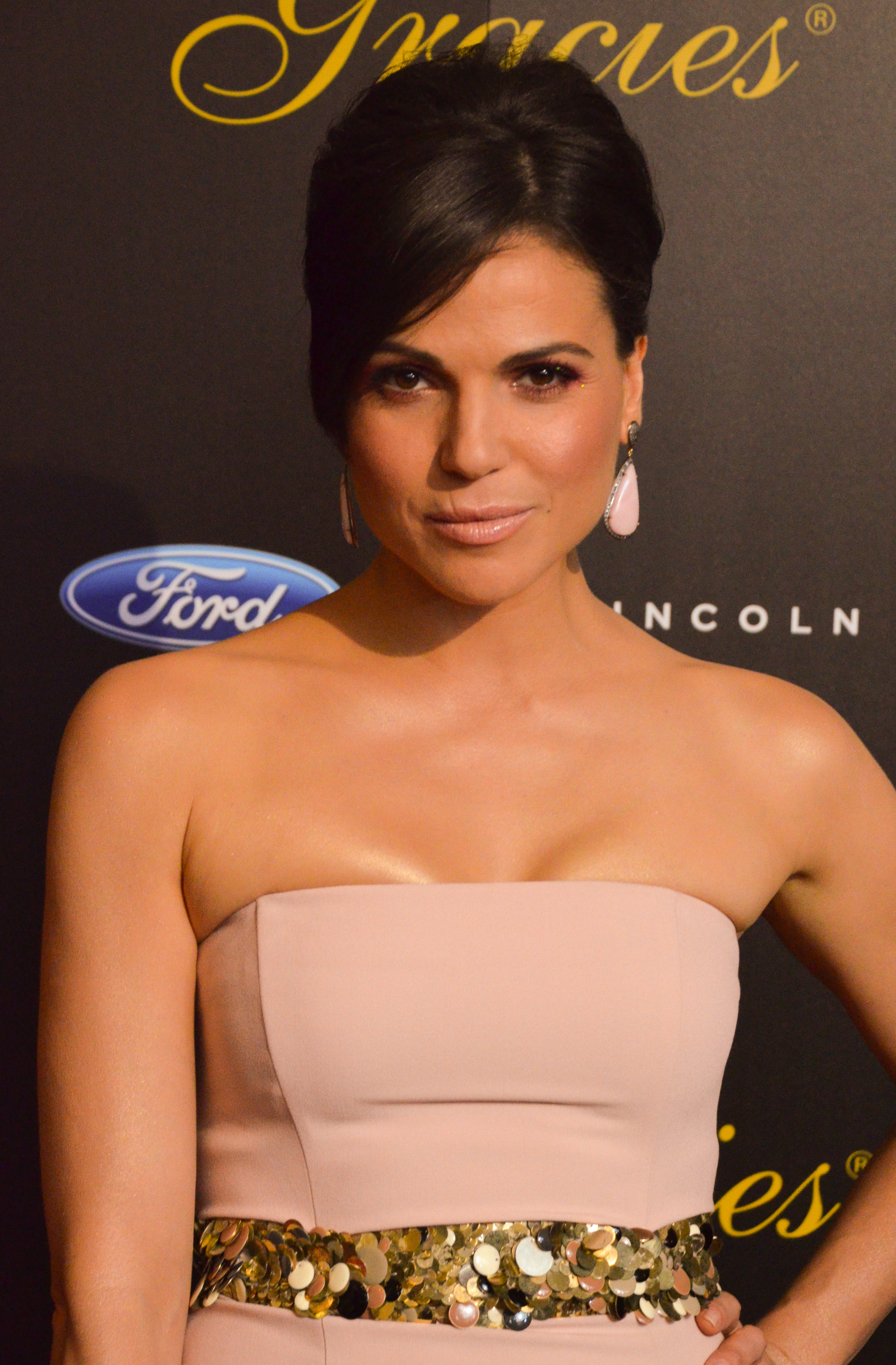
L’attrice che interpreta il personaggio, Lana Parrilla.

L’interpretazione di Lana Parrilla ha ricevuto recensioni positive dalla critica, e nel 2012 e 2013 è stata considerata come una promettente candidata per un Emmy Award nella categoria della migliore attrice non protagonista in una serie drammatica, sebbene non abbia ricevuto alcuna nomination.  Nel 2012 ha vinto il TV Guide Award per la miglior cattiva e l'ALMA Award come miglior attrice in una serie drammatica. Parrilla ha anche ricevuto una nomination come miglior attrice televisiva non protagonista alla 38ª edizione dei Saturn Awards e una nomination come miglior attrice televisiva alla 28ª edizione degli Imagen Awards.